# 26 Dywizjon Techniczny Obrony Powietrznej
26 dywizjon techniczny Obrony Powietrznej (26 dt OP) – pododdział Wojsk Obrony Przeciwlotniczej Sił Powietrznych stacjonujący w Bieszkowicach, podlegał dowódcy 4 Brygady Rakietowej Obrony Powietrznej. Dywizjon został rozformowany w 2001 roku.
Dywizjon przeznaczony był do przechowywania zapasu rakiet dla dywizjonów ogniowych i przygotowania ich w położenie bojowe, podczas procesów montażu, zbrojenia i napełniania rakietowymi materiałami napędowymi w potoku technologicznym (elaboracja rakiet).

## Historia
Na podstawie rozkazu dowódcy WOPK nr 0012 z dnia 12 stycznia 1963 roku sformowano pięć dywizjonów ogniowych i jeden dywizjon techniczny (26 dt OPK). Nowo formowane dywizjony mają dysponować PZR SA-75 Dźwina.
Obiekty dywizjonu wybudowano według projektu zastosowanego przy budowie pierwszego w Polsce 1 dywizjonu technicznego OP w Książenicach.
W 1973 roku zreorganizowano struktury 26 dt OPK, tworząc na jego bazie szkołę podoficerską szkolącą specjalistów Ruchomych Stacji Kontrolno Pomiarowych (RSKP), montażu oraz dystrybucji powietrza, paliwa i utleniacza dla dywizjonów 4 i 26 BA OPK.
W ramach restrukturyzacji Sił Zbrojnych RP 26 Dywizjon Techniczny OP rozformowano razem z 4 BROP w 2001 roku.

## Dowódcy
- 1963–1969 – kpt. Henryk Tomaszczak
- 1969–1976 – mjr Ryszard Skotnicki
- 1976–1990 – mjr Roman Wiktor
- 1990–2001 – ppłk Zygmunt Wodziński
- 2001–2001 – ppłk Ryszard Lubowiedzki